# Saint-Denis-le-Vêtu
Saint-Denis-le-Vêtu is een gemeente in het Franse departement Manche (regio Normandië) en telt 595 inwoners (1999). De plaats maakt deel uit van het arrondissement Coutances.

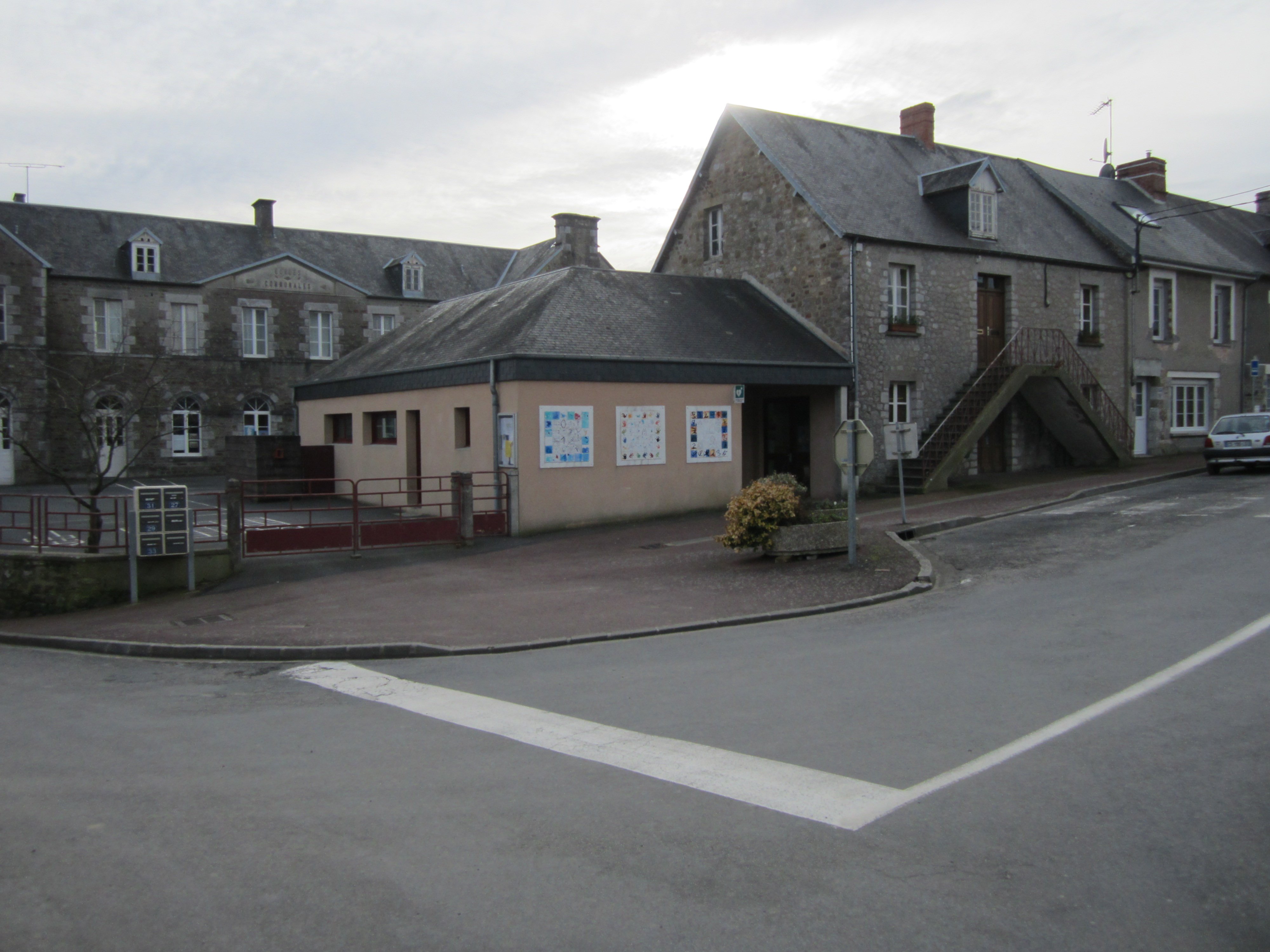
Gemeentehuis
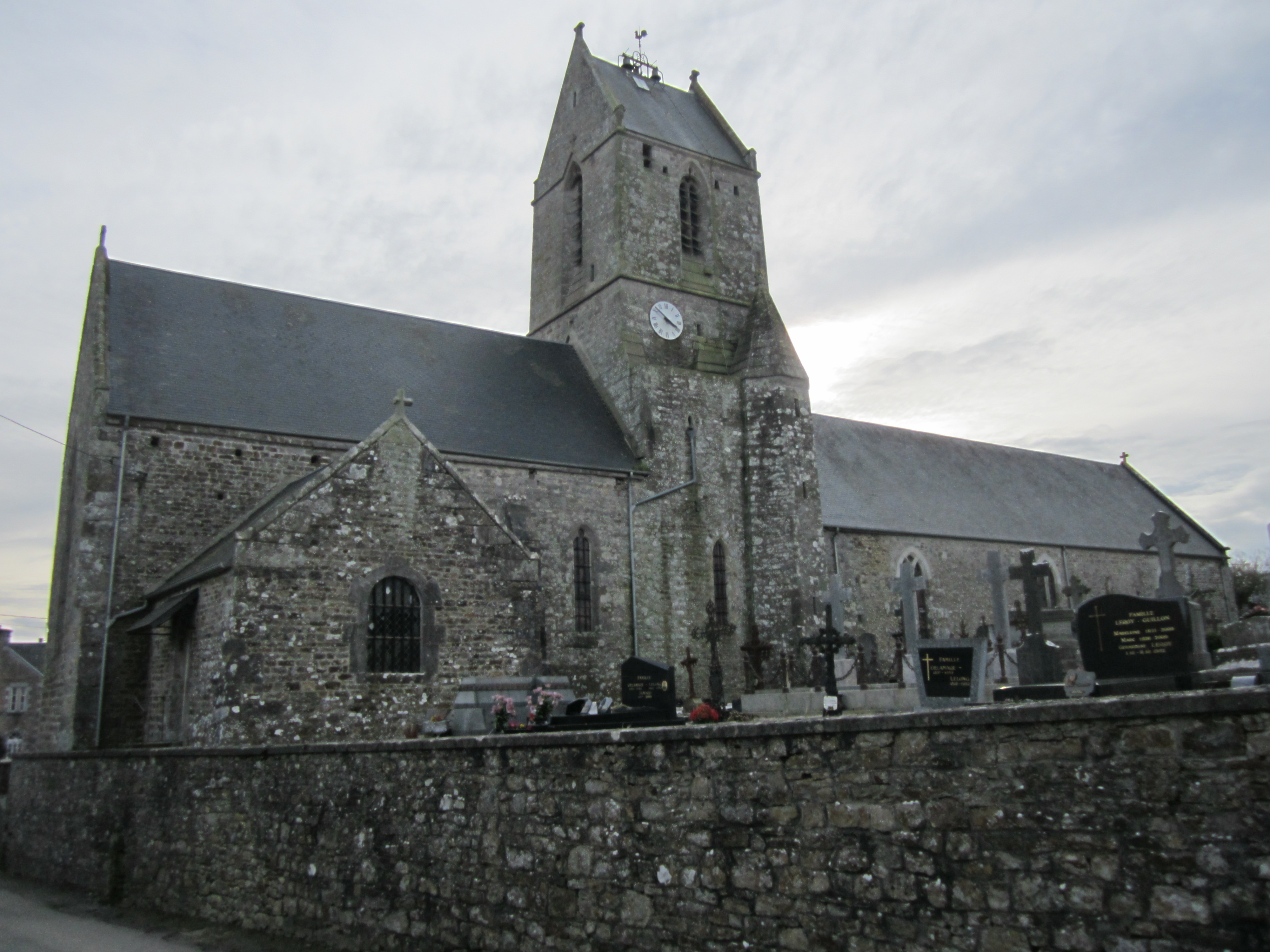
Kerk Saint-Denis

## Geografie
De oppervlakte van Saint-Denis-le-Vêtu bedraagt 14,0 km², de bevolkingsdichtheid is 42,5 inwoners per km².
De onderstaande kaart toont de ligging van Saint-Denis-le-Vêtu met de belangrijkste infrastructuur en aangrenzende gemeenten.

## Demografie
Onderstaande figuur toont het verloop van het inwonertal (bron: INSEE-tellingen).

1. ↑  Populations de référence 2022.